# Otto Mühlbock
Otto F. E. Mühlbock (, 1906 – , 18 de junho de 1979) foi um pesquisador do câncer e endocrinologista neerlandês de origem alemã.
Mühlbock obteve um doutorado em química em 1927 na Universidade de Berlim e um segundo doutorado em 1933 novamente em medicina (ginecologia e endocrinologia). Em 1934 foi para a Holanda, onde trabalhou com E. Laqueur no Laboratório de Farmacologia da Universidade de Amsterdã.
Recebeu o Prêmio Paul Ehrlich e Ludwig Darmstaedter de 1979.

## Obras
- Die weiblichen Sexualhormone in der Pharmakotherapie, Berna 1948